# 韦平
韦平（1965年4月—），男，壮族，广西来宾人，中华人民共和国政治人物，中国共产党党员。中共中央党校大学学历。高级工程师。

## 生平
韦平于1984年12月参加工作，1986年7月加入中国共产党。曾担任中共广西来宾县委办机要股(科)干部，中共柳州地委机要局科员、副科长、通信科科长、秘书科科长、助理调研员。2002年5月起历任柳州地区纪委委员、监察局副局长，来宾市纪委常委、监察局副局长，武宣县委副书记、纪委书记。2006年6月起历任中共来宾市纪委常委（正处级），市纪委副书记，市委副秘书长、市委办副主任、市委办主任兼任市委督查室主任。
2015年，接替升任来宾市人民政府副市长的何基敏出任中共来宾市兴宾区委书记，市政府党组成员。2016年9月30日，韦平在来宾市第四届人民代表大会第一次会议上当选为来宾市副市长。在副市长任期内，韦平主要负责生态环境、文化广电和旅游、城市建设管理、桂中治旱乐滩水库引水灌区工程项目建设等方面工作。并分管该市生态环境局、文化广电和旅游局、住房和城乡建设局、市人民防空办公室、城市管理局、市城市管理综合执法局、地方志办公室、政府新闻办公室、住房公积金管理中心、桂中治旱乐滩水库引水灌区建设管理局、市征地搬迁安置工作指挥部办公室。联系宣传部门、来宾市文联、来宾市社科联、来宾日报社、来宾广播电视台、网络舆情、档案相关工作。此外，也负责联系和协调广西日报社、广西广播电视台驻来宾记者站相关工作。
2017年3月26日，不再兼任中共来宾市兴宾区委书记。
2021年9月29日，在来宾市第五届人民代表大会第一次会议上当选为来宾市人大常委会主任。直到2024年6月因为严重违法违纪而被广西壮族自治区纪委监委立案调查。